# Przejście graniczne Rudolphstein/Hirschberg
Przejście graniczne Rudolphstein/Hirschberg (niem. Grenzübergang Rudolphstein/Hirschberg) – jedno z nielicznych drogowych przejść granicznych na granicy Niemiec Zachodnich z Niemiecką Republiką Demokratyczną. Do przejścia dochodziły zachodnioniemiecka autostrada federalna A9 oraz nieoznakowana w NRD autostrada A9 – trasa tranzytowa. Przebiegała przez nie również ówczesna trasa europejska E6. Przejście leżało w pobliżu miejscowości Rudolphstein (powiat Hof, Bawaria) i Hirschberg (Okręg Gera; obecnie powiat Saale-Orla, Turyngia).
Zostało oddane do użytku w grudniu 1966 roku po odbudowie zniszczonego w 1945 roku mostu nad Soławą. Zlikwidowane w 1990 roku w ramach Zjednoczenia Niemiec.